# Самнорвуд (Тексас)
Самнорвуд (енгл. Samnorwood) насељено је место без административног статуса у америчкој савезној држави Тексас.

## Демографија
По попису из 2010. године број становника је 51, што је 12 (30,8%) становника више него 2000. године.
| Група             | 2000.      | 2010.      |
| Белци             | 29 (74,4%) | 50 (98,0%) |
| Афроамериканци    | 2 (5,1%)   | 0 (0,0%)   |
| Азијати           | 0 (0,0%)   | 0 (0,0%)   |
| Хиспаноамериканци | 10 (25,6%) | 0 (0,0%)   |
| Укупно            | 39         | 51         |